# Veronaea botryosa
Veronaea botryosa är en svampart som beskrevs av Cif. & Montemart. 1957. Veronaea botryosa ingår i släktet Veronaea, divisionen sporsäcksvampar och riket svampar.   Inga underarter finns listade i Catalogue of Life.